# Viktoria Marinova
Victoria Marinova (Bulgaars: Виктория Маринова) (Roese, 7 september 1988 – aldaar, 6 oktober 2018) was een Bulgaarse journaliste en tv-presentator.

## Biografie
Marinova was journaliste en bestuurslid van het televisiestation TVN in Roese. Zij presenteerde de actualiteitenrubriek “Detector”, met op 30 september interviews met onderzoeksjournalisten Dimitar Stoyanov en Attila Biro van het Roemeense Rise Project over een onderzoek naar vermeende fraude met EU-middelen, waarbij belangrijke zakenlui en politici zouden betrokken zijn.

### Moord
Op 6 oktober 2018 werd in de namiddag het verminkte lijk van Viktoria Marinova gevonden in een park aan de oevers van de Donau, een populaire plek voor joggers en wandelaars. Ze bleek voor haar dood te zijn mishandeld en verkracht.  
Volgens de Bulgaarse minister van Binnenlandse zaken was er geen bewijs van een verband tussen de moord en haar onderzoekswerk. Collega-onderzoeksjournalist Asen Yordanov van Bivol.bg vertelde AFP echter geloofwaardige informatie te hebben ontvangen dat zijn journalisten gevaar liepen vanwege het onderzoek dat ook op de show van Marinova verscheen.

## Reacties
In Europese kringen werd ontzet gereageerd op de moord. “Dit is de vierde brutale moord op een journalist in een lidstaat van de Europese Unie sinds 2017. De daders en hun sponsoren zijn er duidelijk op uit om het hele beroep te intimideren”, aldus Ricardo Gutiérrez van de Europese Federatie van Journalisten. De drie eerdere moorden waren op Kim Wall in Denemarken, Daphne Galizia in Malta en Jan Kuciak in Slovakije. Het Europees antifraudebureau OLAF, dat sedert september informatie verzameld over misbruiken met EU-fondsen, naar aanleiding van de moord op Kuciak, wil ook de Bulgaarse zaak bekijken om al dan niet een formeel onderzoek in te stellen.